# Carlos Saldanha
Carlos Saldanha (Rio de Janeiro, 24 gennaio 1965) è un regista brasiliano.

## Biografia
È conosciuto al grande pubblico per essere stato il regista de L'era glaciale 2 - Il disgelo, L'era glaciale 3 - L'alba dei dinosauri, Rio e Rio 2; inoltre ha lavorato come co-regista nel primo episodio della saga e in Robots ed è stato nominato all'Oscar nella categoria miglior film d'animazione per Ferdinand.

## Filmografia

### Film diretti o co-diretti
- L'era glaciale (2002) – co-diretto con Chris Wedge
- Robots (2005) – co-diretto con Chris Wedge
- L'era glaciale 2 - Il disgelo (2006)
- L'era glaciale 3 - L'alba dei dinosauri (2009) — co-diretto con Mike Thurmeier
- Rio (2011)
- Rio 2 - Missione Amazzonia (Rio 2)  (2014)
- Ferdinand (2017)
- Il magico mondo di Harold (Harold and the Purple Crayon) (2024)

### Cortometraggi
- Gone Nutty - 2002

### Serie Tv
- Città invisibile (2021)

## Riconoscimenti

### Premio Oscar
- 2004 – Candidatura per miglior cortometraggio d'animazione per Gone Nutty
- 2018 – Candidatura per miglior film d'animazione per Ferdinand

### Annie Awards
- 2003 – Candidatura per miglior regia in un film d'animazione per L'era glaciale (Ice Age)
- 2007 – Miglior regia in un film d'animazione per L'era glaciale 2 - Il disgelo (Ice Age: The Meltdown)
- 2012 – Candidatura per miglior regia in un film d'animazione per Rio